# Saut en hauteur féminin aux championnats du monde d'athlétisme en salle 2012
Navigation
2010 2014
L'épreuve de saut en hauteur féminin des Championnats du monde d'athlétisme en salle de 2012 a lieu les 9 et 10 mars de cette même année, dans l'Ataköy Athletics Arena d'Istanbul (Turquie), remportée par l'Américaine Chaunté Lowe (photo).

## Records et performances

### Records
Avant ces championnats, les records féminins de la discipline (mondial, des championnats et par continent) étaient les suivants.
| Record du monde           | Kajsa Bergqvist     | Suède          | 2,08 m | Arnstadt     | 4 février 2006  |
| Record des championnats   | Stefka Kostadinova  | Bulgarie       | 2,05 m | Indianapolis | 8 mars 1987     |
| Record d'Afrique          | Hestrie Cloete      | Afrique du Sud | 1,97 m | Birmingham   | 18 février 2001 |
| Record d'Asie             | Svetlana Zalevskaya | Kazakhstan     | 1,98 m | Samara       | 2 mars 1996     |
| Record d'Amérique du Nord | Chaunté Howard-Lowe | États-Unis     | 2,02 m | Albuquerque  | 26 février 2012 |
| Record d'Amérique du Sud  | Solange Witteveen   | Argentine      | 1,94 m | Brno         | 9 février 2000  |
| Record d'Europe           | Kajsa Bergqvist     | Suède          | 2,08 m | Arnstadt     | 4 février 2006  |
| Record d'Océanie          | Alison Inverarity   | Australie      | 1,97 m | Toronto      | 13 mars 1993    |

### Bilans mondiaux
(toujours avant la compétition)
| 1  | Anna Chicherova         | Russie     | 2,06 m |
| 2  | Chaunté Howard-Lowe     | États-Unis | 2,02 m |
| 3  | Brigetta Barrett        | États-Unis | 1,97 m |
| 3  | Irina Gordeeva          | Russie     | 1,97 m |
| 3  | Tia Hellebaut           | Belgique   | 1,97 m |
| 6  | Svetlana Shkolina       | Russie     | 1,96 m |
| 6  | Mariya Kuchina          | Russie     | 1,96 m |
| 8  | Ebba Jungmark           | Suède      | 1,95 m |
| 8  | Emma Green Tregaro      | Suède      | 1,95 m |
| 10 | Esthera Petre           | Roumanie   | 1,94 m |
| 10 | Venelina Veneva-Mateeva | Bulgarie   | 1,94 m |
| 10 | Antonietta Di Martino   | Italie     | 1,94 m |

## Résultats

### Finale
| Rank              | Athlète               | Nationalité | 1.84m | 1.88m | 1.92m | 1.95m | 1.98m | 2.01m | Résultats | Notes |
| ----------------- | --------------------- | ----------- | ----- | ----- | ----- | ----- | ----- | ----- | --------- | ----- |
| Médaille d'or     | Chaunté Lowe          | États-Unis  | o     | o     | xo    | xo    | o     | 3x    | 1.98 m    |       |
| Médaille d'argent | Antonietta Di Martino | Italie      | o     | o     | o     | o     | 3x    |       | 1.95 m    | =SB   |
| Médaille d'argent | Anna Chicherova       | Russie      | o     | o     | o     | o     | 3x    |       | 1.95 m    |       |
| Médaille d'argent | Ebba Jungmark         | Suède       | o     | o     | o     | o     | 3x    |       | 1.95 m    | =SB   |
| 5                 | Tia Hellebaut         | Belgique    | o     | xo    | o     | o     | 3x    |       | 1.95 m    |       |
| 6                 | Ruth Beitia           | Espagne     | o     | o     | o     | xo    | 3x    |       | 1.95 m    | SB    |
| 7                 | Esthera Petre         | Roumanie    | o     | xxo   | o     | 3x    |       |       | 1.92 m    |       |
| 8                 | Svetlana Radzivil     | Ouzbékistan | o     | o     | xo    | 3x    |       |       | 1.92 m    |       |

### Qualifications
| Rang | Athlète                 | Nationalité  | 1.78m | 1.83m | 1.88m | 1.92m | 1.95m | Résultats | Notes  |
| ---- | ----------------------- | ------------ | ----- | ----- | ----- | ----- | ----- | --------- | ------ |
| 1    | Anna Chicherova         | Russie       | -     | o     | o     | o     | o     | 1.95 m    | Q      |
| 1    | Ebba Jungmark           | Suède        | -     | o     | o     | o     | o     | 1.95 m    | Q, =SB |
| 3    | Antonietta Di Martino   | Italie       | -     | o     | o     | o     | xo    | 1.95 m    | Q, SB  |
| 3    | Chaunté Lowe            | États-Unis   | o     | o     | o     | o     | xo    | 1.95 m    | Q      |
| 5    | Svetlana Radzivil       | Ouzbékistan  | o     | o     | o     | xxo   | xo    | 1.95 m    | Q, PB  |
| 6    | Tia Hellebaut           | Belgique     | o     | xo    | o     | xxo   | xo    | 1.95 m    | Q      |
| 7    | Ruth Beitia             | Espagne      | -     | o     | o     | o     | 3x    | 1.92 m    | q      |
| 7    | Esthera Petre           | Roumanie     | o     | o     | o     | o     | 3x    | 1.92 m    | q      |
| 9    | Airinė Palšytė          | Lituanie     | o     | o     | o     | xo    | 3x    | 1.92 m    | SB     |
| 9    | Irina Gordeeva          | Russie       | -     | o     | o     | xo    | 3x    | 1.92 m    |        |
| 9    | Emma Green Tregaro      | Suède        | -     | o     | o     | xo    | 3x    | 1.92 m    |        |
| 12   | Anna Iljuštšenko        | Estonie      | o     | o     | o     | 3x    |       | 1.88 m    |        |
| 13   | Zheng Xingjuan          | Chine        | o     | o     | xo    | 3x    |       | 1.88 m    |        |
| 14   | Ana Šimić               | Croatie      | o     | xxo   | xo    | 3x    |       | 1.88 m    |        |
| 15   | Levern Spencer          | Sainte-Lucie | o     | o     | xxo   | 3x    |       | 1.88 m    | SB     |
| 15   | Tonje Angelsen          | Norvège      | o     | o     | xxo   | 3x    |       | 1.88 m    |        |
| 17   | Oksana Okuneva          | Ukraine      | o     | xo    | 3x    |       |       | 1.83 m    |        |
| 18   | Marina Aitova           | Kazakhstan   | o     | xxo   | 3x    |       |       | 1.83 m    |        |
| 19   | Venelina Veneva-Mateeva | Bulgarie     | -     | 3x    |       |       |       | NM        |        |
| 19   | Inika McPherson         | États-Unis   | 3x    |       |       |       |       | NM        |        |
| 19   | Burcu Ayhan             | Turquie      |       |       |       |       |       | DNS       |        |

## Légende
- Hauteur de saut atteinte (en mètre) :
  - o : dès le 1er essai
  - xo : au 2e essai
  - xxo : au 3e essai
- 3 x : hauteur non atteinte au terme de 3 essais au maximum

Records et Performances
- AR : Record continental (area record)
- CR : Record des championnats (championship record)
- MR : Record du meeting (meet record)
- NR : Record national (national record)
- OR : Record olympique (olympic record)
- PR : Record paralympique (paralympic record)
- PB : Record personnel (personal best)
- SB : Meilleure performance personnelle de la saison (season's best)
- WL : Meilleure performance mondiale de l'année (world leader)
- WJR : Record du monde junior (world junior record)
- WR : Record du monde (world record)

Circonstances et Conditions
- DNF : N'a pas terminé (did not finish)
- DNS : N'a pas pris le départ (did not start)
- DQ : Disqualification (disqualification)
- NM : Aucun essai valable enregistré (No Mark)
- Q : Qualifié « directement » au prochain tour (ou à la prochaine compétition), lors d'une compétition majeure, grâce au classement ou à la réalisation des minima (automatic qualifier)
- q : Qualifié au prochain tour (ou à la prochaine compétition), lors d'une compétition majeure, grâce au repêchage ou à la réalisation de l'une des meilleures performances parmi celles des « non qualifiés directement » (grâce au meilleur temps ou à la meilleure distance par exemple) (secondary qualifier)

- NM : non mesuré (not measured) ?